# Sender Donaueschingen
Der Sender Donaueschingen (auch als Funkübertragungsstelle Donaueschingen 5 bezeichnet) ist ein 125,5 m hoher Sendeturm der Deutschen Telekom AG bei Hüfingen in Baden-Württemberg, 917 m über dem Meeresspiegel gelegen.
Der in den Jahren 1975 und 1976 errichtete Typenturm (FMT 1/73) hat in 50 m Höhe ein Betriebsgeschoss von 33 m Durchmesser. Neben Richtfunk und Mobilfunk diente er bis zum 27. November 2007 als analoger Grundnetzsender. Zugunsten der Umstellung auf DVB-T wurden die analogen Kanäle abgeschaltet. Durch die Umstellung erhielt der Sender einen neuen GfK-Zylinder. Die Höhe des alten Zylinders mit den TV-Antennen betrug 33 m. Nur 16,6 m beträgt die Höhe des neuen GfK-Zylinder mit den Antennen für DVB-T. Somit beträgt die Gesamthöhe seit 2007 125,50 m (mit Blitzfangkorb 127,1 m).

## Frequenzen und Programme

### Digitales Fernsehen (DVB-T)
Die DVB-T-Ausstrahlungen sind im Gleichwellenbetrieb (Single Frequency Network) mit anderen Sendestandorten.
Seit 24. Oktober 2018 umgestellt auf DVB-T2HD. Empfang jetzt auf Kanälen 37 (ZDF), 43 (ARD), 47 (SWR).
| Kanal | Frequenz (MHz) | Multiplex                            | Programme im Multiplex                                                                                                   | ERP (kW) | Antennen- diagramm rund (ND) / gerichtet (D) | Polarisation horizontal (H) / vertikal (V) | Modulations- verfahren | FEC | Guard- intervall | Bitrate (MBit/s) | SFN                                                 |
| ----- | -------------- | ------------------------------------ | --- | -------- | -------------------------------------------- | ------------------------------------------ | ---------------------- | --- | ---------------- | ---------------- | --------------------------------------------------- |
| 54    | 738            | ARD Digital (SWR)                    | - Das Erste (SWR) - ARTE - Phoenix - One                                                                                 | 50       | ND                                           | H                                          | 16-QAM                 | 2/3 | 1/4              | 13,27            |                                                     |

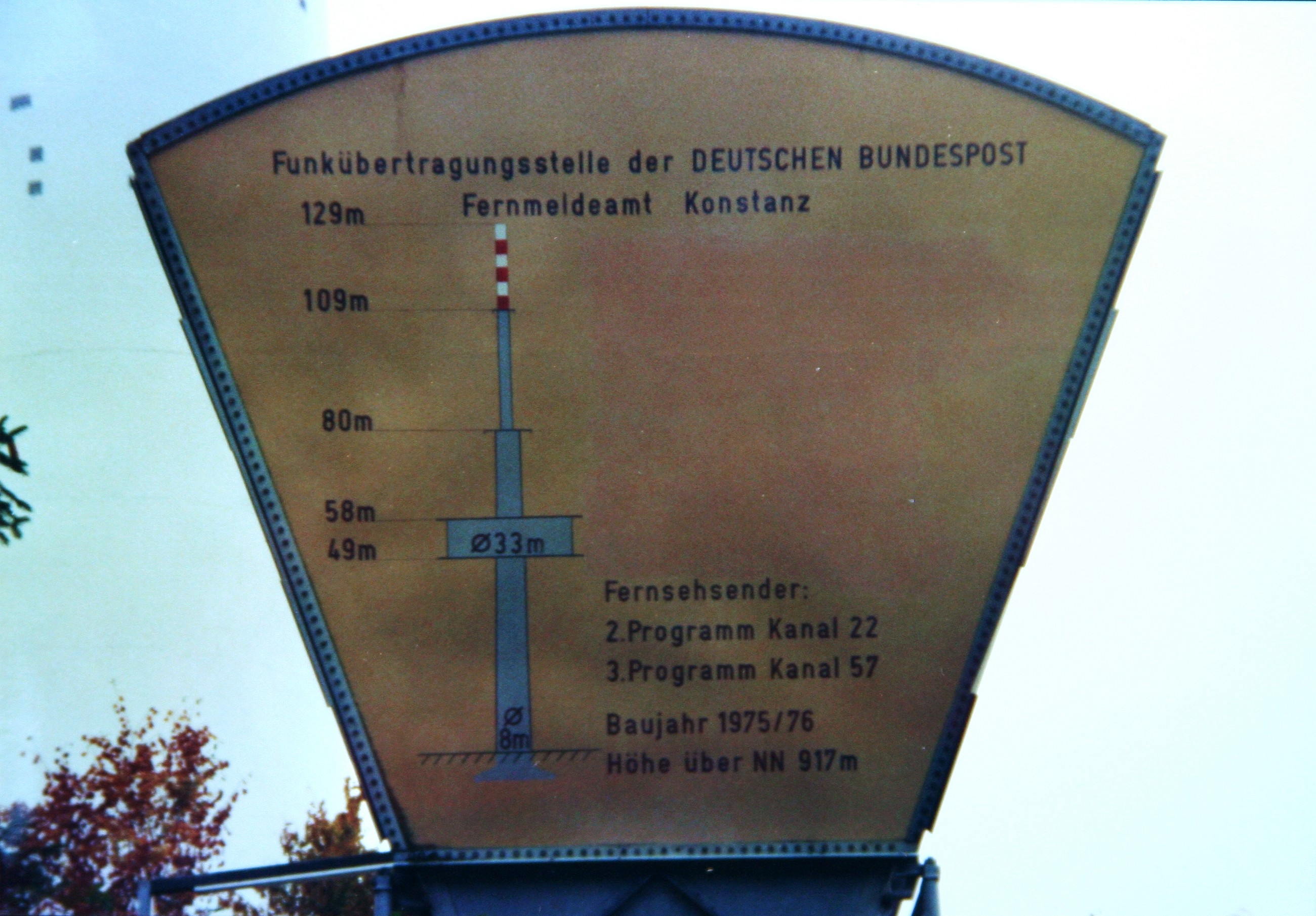
Infotafel am Fuße des Senders

| 41    | 634            | ARD regional (SWR) Baden-Württemberg | - SWR Fernsehen Baden-Württemberg - hr-fernsehen - Bayerisches Fernsehen Süd (Schwaben/Altbayern) - WDR Fernsehen (Köln) | 50       | ND                                           | H                                          | 16-QAM                 | 2/3 | 1/4              | 13,27            |                                                     |
| 22    | 482            | ZDFmobil                             | - ZDF - 3sat - ZDFinfo - KiKA (6–21 Uhr) / ZDFneo (21–6 Uhr)                                                             | 50       | ND                                           | H                                          | 16-QAM (8-k-Modus)     | 2/3 | 1/4              | 13,27            | Donaueschingen, Raichberg, Ravensburg, Ulm-Ermingen |

### Digitales Radio (DAB)
Die DAB+-Ausstrahlung vom Sender Donaueschingen läuft seit 16. Dezember 2015 und ist im Gleichwellenbetrieb (Single Frequency Network) mit anderen Sendestandorten.
Eine 4-fach gestockte Antennenanlage mit jeweils 2 Horizontalen und 2 Vertikalen Abstrahlrichtungen (Mischpolarisation)
sendet die Signale in ca. 69 m Höhe.
| Block                        | Programme (Datendienste) | ERP (kW) | Antennen- diagramm rund (ND), gerichtet (D) | Polarisation horizontal (H)/ vertikal (V) | Gleichwellennetz (SFN) |
| ---------------------------- | --- | -------- | ------------------------------------------- | ----------------------------------------- | --- |
| 5C DR Deutschland (D__00188) | DAB+ Block der Media Broadcast: - Absolut relax (72 kbps) - Dlf (104 kbps) - Dlf Kultur (112 kbps) - Dlf Nova (104 kbps) - DRadio DokDeb (48 kbps) - Energy Digital (72 kbps) - ERF Plus (64 kbps) - Klassik Radio (72 kbps) - Radio Bob (72 kbps) - Radio Horeb (48 kbps) - Radio Schlagerparadies (64 kbps) - Schwarzwaldradio (64 kbps) - sunshine live (72 kbps) - DRadio Daten (32 kbps Daten) - EPG Deutschland (16 kbps Daten) - TPEG (16 kbps Daten) - TPEG_MM (16 kbps Daten) | 10       | ND                                          | H/V                                       | - Baden-Württemberg: Aalen, Baden-Baden (Fremersberg), Bad Mergentheim, Blauen, Brandenkopf, Donaueschingen, Feldberg im Schwarzwald, Freiburg (Vogtsburg-Totenkopf), Geislingen (Oberböhringen), Großerlach (Hohe Brach), Heidelberg (Königstuhl), Heilbronn (Schweinsberg), Hochrhein (Rickenbach), Hornisgrinde, Pforzheim (Schömberg-Langenbrand), Raichberg, Ravensburg (Höchsten), Reutlingen, Stuttgart (Frauenkopf), Ulm (Kuhberg) - Bayern: Amberg (Hirschau), Aschaffenburg (Pfaffenberg), Augsburg (Hotelturm), Bad Tölz (Gaißach), Bamberg (Geisberg), Büttelberg, Brotjacklriegel, Dillberg, Grünten, Herzogstand, Hochberg (Traunstein), Hoher Bogen, Inntal (Ebbs), Ingolstadt (Gelbelsee), Kreuzberg/Rhön, Landshut (Altdorf), München (Olympiaturm), Nennslingen (Büchelberg), Nürnberg, Oberammergau, Ochsenkopf, Passau, Pfänder, Pfaffenhofen, Pfarrkirchen, Pfronten, Regensburg (Hohe Linie), Unterringingen, Untersberg, Wendelstein (Bayrischzell), Würzburg (Frankenwarte) - Berlin: Berlin (Alexanderplatz), Berlin (Scholzplatz) - Brandenburg: Bad Belzig, Booßen, Brandenburg/Havel, Calau, Casekow, Cottbus, Eisenhüttenstadt, Petkus, Pritzwalk, Templin - Bremen: Bremen (Walle), Bremerhaven-Schiffdorf - Hamburg: Hamburg (Moorfleet), Hamburg (Heinrich-Hertz-Turm) - Hessen: Bad Hersfeld (Rimberg), Biedenkopf (Sackpfeife), Fulda (Hummelskopf), Frankfurt (Europaturm), Gelnhausen (Schnepfenkopf), Gießen (Dünsberg), Großer Feldberg, Hardberg, Hohe Wurzel, Hoher Meißner, Kassel (Habichtswald), Mainz-Kastel - Mecklenburg-Vorpommern: Garz (Rügen), Güstrow, Malchin, Neubrandenburg-Süd, Rostock (Toitenwinkel), Röbel, Schwerin (Zippendorf-Gr.Dreesch), Torgelow, Wismar/Rüggow, Züssow - Niedersachsen: Aurich-Popens, Braunschweig (Broitzem), Braunschweig (Drachenberg), Cuxhaven-Stadt, Dannenberg, Göttingen (Bovenden-Osterberg), Hannover (Telemax), Lingen, Lüneburg-Neu Wendhausen, Molbergen-Peheim, Osnabrück (Bramsche-Schleptruper Egge), Hildesheim (Sibbesse), Steinkimmen, Uelzen, Visselhövede, Wilhelmshaven - Nordrhein-Westfalen: Aachen (Karlshöhe), Bielefeld (Hünenburg), Bonn (Venusberg), Dortmund (Florianturm), Düsseldorf (Rheinturm), Eggegebirge, Herscheid, Hochsauerland (Hunau), Hürtgenwald-Großhau, Köln (Colonius), Langenberg, Lügde-Rischenau (Köterberg), Minden (Jakobsberg), Münster (Fernmeldeturm), Schöppingen, Siegen-Süd, Wesel - Rheinland-Pfalz: Bad Kreuznach (Schanzenkopf), Bad Marienberg (Westerwald), Bornberg, Daun (Eifel), Edenkoben (Kalmit), Heckenbach-Schöneberg (Ahrweiler), Idar-Oberstein, Kaiserslautern, Kettrichhof, Koblenz (Kühkopf), Trier (Petrisberg) - Saarland: Merzig-Merchingen, Saarbrücken (Schoksberg) - Sachsen: Chemnitz, Dresden, Geyer, Leipzig, Löbau, Neustadt, Oschatz, Schöneck, Zwickau Ost - Sachsen-Anhalt: Brocken, Burg, Dequede, Petersberg, Pettstädt (Weißenfels), Schneidlingen, Wittenberg - Schleswig-Holstein: Bungsberg, Flensburg, Heide, Helgoland, Hennstedt, Kiel (Kronshagen), Lübeck (Stockelsdorf), Schleswig, Niebüll (Süderlügum), Westerland (Sylt) - Thüringen: Bleßberg (Sonneberg), Erfurt-Hochheim, Gera, Inselsberg, Jena (Oßmaritz), Kulpenberg, Saalfeld (Remda), Lobenstein (Sieglitzberg), Weimar (Ettersberg) |
| 8C Antenne DE (D__00361)     | DAB-Block von Antenne Deutschland: - 80s80s (72 kbps) - 90s90s (72 kbps) - Absolut Bella (72 kbps) - Absolut Germany (72 kbps) - Absolut HOT (72 kbps) - Absolut Oldie (72 kbps) - Absolut TOP (72 kbps) - AIDAradio (72 kbps) - Ballermann Radio (72 kbps) - Beats Radio (72 kbps) - Brillux Radio (72 kbps) - Nostalgie (72 kbps) - Oldie Antenne (72 kbps) - RTL Radio (72 kbps) - Rock Antenne (72 kbps) - Toggo Radio (72 kbps)                                                   | 10       | ND                                          | V                                         | - Baden-Württemberg: Blauen, Donaueschingen, Freiburg (Vogtsburg-Totenkopf), Pfänder, Raichberg, Ravensburg (Höchsten) |
| 11B OAS BW (D__00201)        | DAB+ Block der ON AIR support GmbH: - Antenna BW (72 kbps) - Antenne 1 (72 kbps) - baden.fm (72 kbps) - bigFM (72 kbps) - Die Neue 107.7 (72 kbps) - die neue welle (72 kbps) - Energy Stuttgart (72 kbps) - Donau 3 FM (72 kbps) - egoFM (72 kbps) - Hitradio Ohr (72 kbps) - Radio 7 (72 kbps) - Radio Regenbogen (72 kbps) - Rock FM (72 kbps) - Das Neue Radio Seefunk (72 kbps) - Radio Teddy (72 kbps) - Radio Ton (72 kbps)                                                     | 10       | ND                                          | V                                         | Aalen, Alpirsbach, Bad Mergentheim, Baden-Baden (Merkur), Baiersbronn, Blauen, Brandenkopf, Donaueschingen, Freiburg (Schönberg), Forbach, Geislingen (Oberböhringen), Heidelberg (Königstuhl), Heilbronn (Schweinsberg), Hochrhein (Rickenbach), Hornisgrinde, Karlsruhe (Grünwettersbach), Kempten, Kreuzwertheim, Lahr (Schutterlindenberg), Langenburg, Mudau, Pfänder, Pforzheim (Langenbrand), Raichberg, Ravensburg (Höchsten), Reutlingen, Schramberg/Sulgen-Süd, Stuttgart (Frauenkopf), Tuttlingen (Witthoh), Ulm (Kuhberg) |

## Vergangenheit

### Analoges Fernsehen
Bis zur Umstellung auf DVB-T wurden folgende Programme in analogem PAL gesendet:
| Kanal | Frequenz (MHz) | Programm                        | ERP (kW) | Sendediagramm rund (ND)/ gerichtet (D) | Polarisation horizontal (H)/ vertikal (V) |
| ----- | -------------- | ------------------------------- | -------- | -------------------------------------- | ----------------------------------------- |
| 22    | 479,25         | ZDF                             | 100      | D                                      | H                                         |
| 57    | 759,25         | SWR Fernsehen Baden-Württemberg | 33       | D                                      | H                                         |